# CRYPTREC
CRYPTREC — англ. Cryptography Research and Evaluation Committees, основаны японским правительством, для оценки и рекомендации шифровальных методов для правительственного и индустриального использования. CRYPTREC привлек передовых криптографов всего мира. Проект аналогичен европейскому NESSIE и AES, которым управляет НИСТ в США.
CRYPTREC — проект для оценки и мониторинга безопасности электронного государства, рекомендует шифры, а также устанавливает критерии оценки криптографических модулей.

## История и цели CRYPTREC
CRYPTEC создавался для контроля безопасности электронного государства. Главная цель CRYPTREC — создать современную IT-нацию. Проект оценки криптографических методов был организован в течение трёх лет и начал своё существование в начале 2000 года. CRYPTREC испытывает и оценивает широко распространённые криптографические методы, используемые в промышленности, и выбирает лучшие в безопасности и реализации. Основываясь на этих оценках, министерство внутренних дел и коммуникаций (MIC) совместно с министерством экономики, торговли и промышленности (METI) опубликовали шифры, рекомендуемые электронному правительству 20 февраля 2003 года. MIC и METI решила продолжить деятельность CRYPTREC после 2003 года, для совершенствования и поддержания безопасности электронного правительства. Кроме того, в 2003—2008 гг. существовал подкомитет контроля криптографических методов (Cryptographic Technique Monitoring Subcommittee), с целью контроля и исследования безопасности шифров, используемых в электронном правительстве, опубликованных в списке рекомендуемых; а также подкомитет криптографических модулей, с целью установления критериев оценки криптографических модулей в Японии, в которых реализованы шифры. В 2009 году обязанности подкомитета контроля криптографических методов были возложены на Комитет по шифровальным алгоритмам.
В CRYPTREC входят члены японской академии наук, промышленности и правительства. Изначально проект спонсировали:
- Министерство Экономики, Промышленности и Торговли (Ministry of Economy Trade and Industry),
- Министерство Внутренних связей, Почты и Телекоммуникаций (Ministry of Public Management, Home Affairs and Post and Telecommunications),
- Организация продвижения телекоммуникаций (Telecommunications Advancement Organization), и
- Агентство по продвижению информационных технологий (Information-Technology Promotion Agency).

## Структура CRYPTREC
CRYPTREC состоит из трех комитетов, которые подчиняются консультативному совету по криптографии(Advisory Board for Cryptographic Technology). У всех комитетов есть одна общая цель: усовершенствование безопасности и испытательных требований.

### Консультативный Совет по Криптографии
Совет занимается проверкой шифров, рекомендованных электронному правительству, в целях гарантии безопасности электронного правительства. Также устанавливает критерии для тестирования шифровальных модулей.

### Комитет по Шифровальным Алгоритмам
Основной целью Комитета по шифровальным алгоритмам(Cryptographic Scheme Committee) является исследование и оценка алгоритмов, используемых в электронном правительстве. Комитет был основан в 2009 году и является преемником подкомитета контроля шифровальных методов.

### Комитет Шифровальных Модулей
Комитет изучает последние тенденции в международных стандартах, таких как ISO/IEC. Рассматривается возможность использования этих стандартов в будущем. Кроме того, комитет исследует атаки и вмешательства в систему электронного правительства.

### Шифровальный Операционный Комитет
Шифровальный Операционный Комитет(Cryptographic Operation Committee) производит оценку и рекомендацию шифров, с точки зрения системных проектировщиков и поставщиков. Комитет был основан в 2009 году.

## Деятельность CRYPTREC
CRYPTREC начал свою деятельность в мае 2000 года. В июне — июле 2000 года был объявлен открытый конкурс шифров. В августе — октябре происходило изучение и оценка, представленных на конкурс шифров, после чего состоялся симпозиум по криптографическим методам, на котором были представлены цели CRYPTREC. Комитет проводил открытый конкурс также в 2001 году. В мае 2001 года был основан консультативный комитет CRYPTREC. В марте каждого года выпускается годовой отчет по деятельности CRYPTREC(на японском языке). Первый отчет на английском был выпущен в октябре 2002 года, перед представлением CRYPTREC в ISO на Варшавской конференции. В феврале 2003 года деятельность комитетов была представлена в NESSIE. 20 февраля 2003 года CRYPTREC выпускает «Список шифров, рекомендованных электронному правительству»(«e-Government Recommended Ciphers List»). В апреле 2003 года создаются два подкомитета: контроля криптографических методов и контроля криптографических модулей. После основания, эти подкомитеты выпускают ежегодный отчет в мае каждого года. В июле 2008 года CRYPTREC выпускает «Руководство по шифрам, рекомендованным электронному правительству»(«Guidebook for e-Government recommended ciphers»).
В 2013 году вышел обновлённый список, в котором шифры были разбиты на три группы: «Список шифров, рекомендованных электронному правительству» («e-Government Recommended Ciphers List»), «Список кандидатов в рекомендованные шифры» («Candidate Recommended Ciphers List») и «Список шифров под наблюдением» («Monitored Ciphers List»). Большинство японских шифров (за исключением Camellia) переместились из списка рекомендуемых в список кандидатов. Это произошло не из-за того, что их посчитали небезопасными, а из-за того, что эти шифры редко использовались в коммерческих и некоммерческих продуктах, правительственных системах и международных стандартах. Также были добавлены новые шифры CLEFIA, KCipher-2 и Enocoro-128v2, однако в список рекомендованных попал только поточный шифр KCipher-2. RC4 и SHA-1 переместились из списка рекомендованных шифров в «Список шифров под наблюдением» из-за их небезопасности; их можно использовать только для совместимости со старыми системами.

## Списки шифров CRYPTREC

### Список рекомендованных шифров
Данные криптографические методы были рекомендованы CRYPTREC в обновлённом списке, составленном в марте 2013 года. При выборе учитивались следующие факторы: криптоустойчивость (подбор ключа более 10 лет), история использования шифра.
- Коды с открытым ключом
  - Алгоритмы цифровой подписи:
    - DSA;
    - ECDSA: Certicom Corp., США and Certicom Corp., Канада;
    - RSASSA-PKCS1-v1_5;
    - RSA-PSS: лаборатории RSA, США.

  - Обеспечение конфиденциальности:
    - RSA-OAEP.

  - Протоколы распределения ключей:
    - DH;
    - ECDH.
- Коды с симметричным ключом
  - Блочные шифры 64 бит:
    - 3-key Triple DES.

  - Блочные шифры 128 бит:
    - AES: (Advanced Encryption Standard)* (USA FIPS 197) (Rijndael);
    - Camellia: Nippon Telegraph and Telephone Corp., Япония и Mitsubishi Electric Corp., Япония.

  - Поточные шифры:
    - KCipher-2.
- Хеш-функции
  - SHA-256
  - SHA-384
  - SHA-512
- Режимы работы
  - Режимы шифрования
    - Режим сцепления блоков шифротекста (CBC)
    - Режим обратной связи по шифротексту (CFB)
    - Режим счётчика (CTR)
    - Режим обратной связи по выходу (OFB)

  - Режимы аутентифицированного шифрования
    - CCM
    - GCM
- Коды проверки подлинности
  - CMAC
  - HMAC
- Аутентификация объектов
  - ISO/IEC 9798-2: ISO/IEC 9798-2:2008
  - ISO/IEC 9798-3: ISO/IEC 9798-3:1998, ISO/IEC 9798-3:1998/Amd 1:2010

### Список кандидатов в рекомендуемые шифры
- Коды с открытым ключом
  - Протоколы распределения ключей:
    - PSEC-KEM: Nippon Telegraph and Telephone Corp., Япония.
- Коды с симметричным ключом
  - Блочные шифры 64 бит:
    - CIPHERUNICORN-E;
    - Hierocrypt-L1;
    - MISTY1: Mitsubishi Electric Corp., Япония;

  - Блочные шифры 128 бит:
    - CIPHERUNICORN-A;
    - CLEFIA;
    - Hierocrypt-3;
    - SC2000.

  - Поточные шифры:
    - MUGI;
    - Enocoro-128v2;
    - MULTI-S01;
- Коды проверки подлинности
  - PC-MAC-AES
- Аутентификация объектов
  - ISO/IEC 9798-4: ISO/IEC 9798-4:1999

### Список шифров под наблюдением
- Коды с открытым ключом
  - Обеспечение конфиденциальности:
    - RSAES-PKCS1-v1_5
- Коды с симметричным ключом
  - Поточные шифры:
    - 128-bit RC4.
- Хеш-функции
  - RIPEMD-1
  - SHA-1
- Коды проверки подлинности
  - CBC-MAC

## Сравнение с NESSIE
Для наглядности, в таблице приведены различия в выборе CRYPTREC и NESSIE.
| Типы алгоритмов             | CRYPTREC         | NESSIE                                  |
| --------------------------- | ---------------- | --------------------------------------- |
| Алгоритмы цифровой подписи  | DSA              | SFLASH                                  |
| Шифры с открытым ключом     | DH, ECDH         | ACE Encrypt, RSA-KEM                    |
| MAC алгоритмы и хеш-функции |                  | Two-Track-MAC, UMAC, CBC-MAC, Whirlpool |
| Блочные шифры               | 3-key Triple DES | SHACAL-2                                |
| Поточные шифры              | KCipher-2        |                                         |